# Блоссом, Блейк
Блейк Блоссом (англ. Blake Blossom; род. 14 февраля 2000 года, Аризона, США) — американская порноактриса. Лауреат премии AVN Awards в категории «Лучшая новая старлетка» (2022).

## Карьера
Заинтересовавшись индустрией для взрослых, весной 2020 года связалась через своего друга с Райаном из букинг-агентства Hussie Models. Её дебютной работой в качестве порноактрисы стала сцена для сайта Exploited College Girls, которая была выпущена 17 апреля 2020 года. Снимается для множества различающихся по тематике студий и сайтов, в том числе Bang Bros, Brazzers, Naughty America, SeeHimFuck, TeamSkeet, Vixen Media Group (бренды Blacked, Deeper и Vixen) и многих других в сценах мастурбации, традиционного и лесбийского секса.
В декабре 2020 года журналом Penthouse была избрана «Любимицей месяца». В августе 2022 года студия Nubiles избрала Блейк в качестве «Фантазии месяца». В ноябре 2022 года Блейк стала моделью месяца по версии канадской студии Twistys и «Вишенкой месяца» по версии американской Cherry Pimps. В июле 2023 года стала моделью месяца TeamSkeet.
В октябре 2021 года стала лауреатом премии NightMoves Award в категории «Лучшая новая старлетка» по версии редакции журнала NightMoves. В январе 2022 года стала обладательницей премии AVN Awards в категории «Лучшая новая старлетка», а также по результатам голосования победила в категории «Самый горячий новичок». В начале мая 2022 года Блоссом награждена премией XRCO Award в категории «Новая старлетка года». В октябре 2022 года одержала победу в категории «Лучшая исполнительница», одной из высших категорий премии NightMoves Award. На 40-й церемонии награждения AVN Awards, которая была проведена в начале января 2023 года, Блейк получила премию в категории «Лучшая актриса — короткометражный фильм». В мае 2023 года стала лауреатом XRCO Award в двух категориях: «Любимица года» и «Оргазмическая оралистка года».
В январе 2024 года стало известно, что Блейк озвучит одного из персонажей в компьютерной игре-головоломке VanillaBeast: Mystery Kink.
В июле 2024 года Блоссом и вебкам-модель OnlineGirl_ были выбраны ведущими 42-й церемонии награждения премии AVN Awards, которая состоялась в январе 2025 года.
По данным сайта IAFD, Блейк к октябрю 2022 года снялась в более чем 200 порнофильмах и сценах.

## Награды и номинации
| Список наград и номинаций | Список наград и номинаций | Список наград и номинаций | Список наград и номинаций | Список наград и номинаций                                                    |
| Год                       | Награда                   | Результат                 | Категория | Фильм                                                                        |
| ------------------------- | ------------------------- | ------------------------- | --- | ---------------------------------------------------------------------------- |
| 2021                      | AVN Award                 | Номинация                 | Награда поклонников: самые впечатляющие сиськи | н/д                                                                          |
| 2021                      | AVN Award                 | Номинация                 | Награда поклонников: самый горячий новичок | н/д                                                                          |
| 2021                      | Fleshbot Award            | Номинация                 | Лучшие сиськи | н/д                                                                          |
| 2021                      | NightMoves Award          | Победа                    | Лучшая новая старлетка (выбор редакции) | н/д                                                                          |
| 2021                      | XCritic Award             | Победа                    | Лучшая новая старлетка | н/д                                                                          |
| 2022                      | AVN Award                 | Победа                    | Лучшая новая старлетка | н/д                                                                          |
| 2022                      | AVN Award                 | Номинация                 | Лучшая сцена секса в виртуальной реальности (вместе с Кайлом Мейсоном и Химэ Мари) | The SiXXXth Sense                                                            |
| 2022                      | AVN Award                 | Победа                    | Награда поклонников: самый горячий новичок | н/д                                                                          |
| 2022                      | Fleshbot Award            | Номинация                 | Лучшие сиськи | н/д                                                                          |
| 2022                      | NightMoves Award          | Победа                    | Лучшая исполнительница | н/д                                                                          |
| 2022                      | XBIZ Award                | Номинация                 | Лучшая сцена секса — виртуальная реальность (вместе с Кайлом Мейсоном и Химэ Мари) | The SiXXXth Sense                                                            |
| 2022                      | XBIZ Award                | Номинация                 | Лучший новый исполнитель | н/д                                                                          |
| 2022                      | XRCO Award                | Номинация                 | Любимица года | н/д                                                                          |
| 2022                      | XRCO Award                | Победа                    | Новая старлетка года | н/д                                                                          |
| 2023                      | AVN Award                 | Номинация                 | Исполнительница года | н/д                                                                          |
| 2023                      | AVN Award                 | Победа                    | Лучшая актриса — короткометражный фильм | An Honest Man                                                                |
| 2023                      | AVN Award                 | Победа                    | Лучшая сцена секса в виртуальной реальности (вместе с Алексией Андерс, Делилой Дэй, Джоном Стронгом, Иззи Лаш, Кайлер Куинн, Коко Лавлок, Леаной Лавингс, Лейни Грей, Мэди Лейн, Обри Валентайн, Пенелопой Кэй, Хейли Спейдс, Чарли Саммер, Эйвери Блэк и Эйприл Рин) | Dream Team                                                                   |
| 2023                      | AVN Award                 | Номинация                 | Лучшая сцена секса в виртуальной реальности (вместе с Дестини Крус, Джеем Ромеро и Скай Блу) | The Mean Girls                                                               |
| 2023                      | AVN Award                 | Победа                    | Лучшая сцена секса мужчина/женщина (вместе с Джексом Слейхером) | Dream Slut, Blonde, Stacked, Blake Blossom Worships Jax Slayher’s Giant Cock |
| 2023                      | AVN Award                 | Номинация                 | Лучшая сцена секса от первого лица (вместе с Дэнни Стилом) | Helping Out Blake                                                            |
| 2023                      | Fleshbot Award            | Номинация                 | Лучшая задница | н/д                                                                          |
| 2023                      | Fleshbot Award            | Победа                    | Лучшая лесбийская исполнительница | н/д                                                                          |
| 2023                      | Fleshbot Award            | Победа                    | Лучшая лесбийская сцена (вместе со Скай Блу) | Power Outage                                                                 |
| 2023                      | Pornhub Award             | Номинация                 | Лучшая исполнительница минета | н/д                                                                          |
| 2023                      | XBIZ Award                | Номинация                 | Лучшая сцена секса — виртуальная реальность (вместе с Алексией Андерс, Делилой Дэй, Джоном Стронгом, Иззи Лаш, Кайлер Куинн, Коко Лавлок, Леаной Лавингс, Лейни Грей, Мэди Лейн, Обри Валентайн, Пенелопой Кэй, Хейли Спейдс, Чарли Саммер, Эйвери Блэк и Эйприл Рин) | Dream Team                                                                   |
| 2023                      | XBIZ Award                | Номинация                 | Лучшая сцена секса — виртуальная реальность (вместе с Джоном Стронгом и Лейни Грей) | Naughty Dorm Party: Dope Arcade                                              |
| 2023                      | XBIZ Award                | Номинация                 | Лучшая сцена секса — короткометражный фильм (вместе с Уиллом Паундером) | An Honest Man                                                                |
| 2023                      | XRCO Award                | Номинация                 | Исполнительница года | н/д                                                                          |
| 2023                      | XRCO Award                | Победа                    | Любимица года | н/д                                                                          |
| 2023                      | XRCO Award                | Победа                    | Оргазмическая оралистка года | н/д                                                                          |
| 2024                      | AVN Award                 | Номинация                 | Исполнительница года | н/д                                                                          |
| 2024                      | AVN Award                 | Победа                    | Лучшая лесбийская групповая сцена (вместе с Аидрой Фокс и Ванессой Скай) | Lesbian Threesomes Scene 3                                                   |
| 2024                      | AVN Award                 | Номинация                 | Лучшая оральная сцена (вместе с Голливудом Кэшем и Джонни Даркко) | Blake Blossom Throat Fuck Threesome (из Throat Fucks 8)                      |
| 2024                      | AVN Award                 | Победа                    | Лучшая сцена группового секса в виртуальной реальности (вместе с Джоном Стронгом, Тру Кайт и Энджел Янгс) | Mile High Club                                                               |
| 2024                      | AVN Award                 | Победа                    | Лучшая сцена мастурбации/стриптиза | Drawn to You (из Vanity)                                                     |
| 2024                      | AVN Award                 | Номинация                 | Лучшая сцена секса вчетвером/оргии (вместе с Анджелой Уайт, Кендрой Сандерленд, Мануэлем Феррарой и Энджел Янгс) | Take Me to Your Breeder                                                      |
| 2024                      | AVN Award                 | Победа                    | Лучшая сцена секса один на один в виртуальной реальности (вместе с Райаном Дриллером) | Dante’s Inferno: Beatrice A XXX Parody                                       |
| 2024                      | AVN Award                 | Номинация                 | Лучшая сцена триолизма (вместе с Ванессой Скай и Рики Джонсоном) | Appetite for Orgasm (из Vanessa’s Room)                                      |
| 2024                      | Pornhub Award             | Номинация                 | Самая красивая киска (награда поклонников) | н/д                                                                          |
| 2024                      | Pornhub Award             | Номинация                 | Самая популярная исполнительница | н/д                                                                          |
| 2024                      | Pornhub Award             | Номинация                 | Самая популярная исполнительница по версии женщин | н/д                                                                          |
| 2024                      | XBIZ Award                | Номинация                 | Исполнительница года | н/д                                                                          |
| 2024                      | XBIZ Award                | Номинация                 | Лучшая сцена секса — виртуальная реальность (вместе с Джоном Стронгом, Тру Кайт и Энджел Янгс) | Mile High Club                                                               |
| 2024                      | XBIZ Award                | Победа                    | Лучшая сцена секса — гонзо (вместе с Анджелой Уайт, Кендрой Сандерленд, Мануэлем Феррарой и Энджел Янгс) | Take Me to Your Breeder                                                      |
| 2024                      | XBIZ Award                | Номинация                 | Лучшая сцена секса — только девушки (вместе со Скай Блу) | Power Outage                                                                 |
| 2024                      | XRCO Award                | Номинация                 | Исполнительница года | н/д                                                                          |
| 2024                      | XRCO Award                | Номинация                 | Любимица года | н/д                                                                          |
| 2024                      | XRCO Award                | Номинация                 | Супершлюха года | н/д                                                                          |
| 2025                      | AVN Award                 | Номинация                 | Исполнительница года | н/д                                                                          |
| 2025                      | AVN Award                 | Номинация                 | Лучшая ведущая актриса | Iris                                                                         |
| 2025                      | AVN Award                 | Победа                    | Лучшая лесбийская сцена (вместе с Октавией Рэд) | Hot Lesbian Babes Eat Each Other (из Titwoman vs Titwoman)                   |
| 2025                      | AVN Award                 | Номинация                 | Лучшая сцена группового секса в виртуальной реальности (вместе с Райаном Дриллером и Скарлетт Алексис) | The Dark Side                                                                |
| 2025                      | AVN Award                 | Номинация                 | Лучшая сцена секса парень/девушка (вместе с Дэном Дэмиджем) | Iris — Episode 2: Invisible                                                  |
| 2025                      | Pornhub Award             | Номинация                 | Самая красивая киска (награда поклонников) | н/д                                                                          |
| 2025                      | Pornhub Award             | Номинация                 | Самая популярная исполнительница | н/д                                                                          |
| 2025                      | XMA Award                 | Номинация                 | Исполнительница года | н/д                                                                          |
| 2025                      | XMA Award                 | Номинация                 | Лучшая сцена секса — виньетка (вместе с Дэном Дэмиджем) | Dream Girlfriend Blake Loves to Please Her Man                               |
| 2025                      | XMA Award                 | Номинация                 | Лучшая сцена секса — виртуальная реальность (вместе с Николь Энистон и Оливером Дэвисом) | Luxury, Lust, and Lies                                                       |
| 2025                      | XMA Award                 | Победа                    | Лучшая сцена секса — виртуальная реальность (вместе с Николь Энистон, Райаном Дриллером и Роми Рэйн) | Palm Royale                                                                  |
| 2025                      | XMA Award                 | Номинация                 | Лучшая сцена секса — виртуальная реальность (вместе с Кендрой Сандерленд и Томми Ганном) | Thrice Upon a Time in Hollywood                                              |
| 2025                      | XMA Creator Award         | Номинация                 | Совместный видеоклип года — парень/девушка (вместе с Зейном Уокером) | н/д                                                                          |
| 2025                      | XRCO Award                | Номинация                 | Исполнительница года | н/д                                                                          |
| 2025                      | XRCO Award                | Номинация                 | Лесбийская исполнительница года | н/д                                                                          |
| 2025                      | XRCO Award                | Номинация                 | Лучшая актриса | Iris                                                                         |
| 2025                      | XRCO Award                | Победа                    | Любимица года | н/д                                                                          |

## Избранная фильмография
- 2020 — Big Naturals[46]
- 2021 — Blonde Babes
- 2021 — Cross Eyed Cock Loving Cheerleaders 7
- 2021 — Curvy Girl Auditions 2
- 2021 — Girl Next Door Likes It Dirty 20
- 2021 — I Have A Daddy Fetish
- 2021 — Perv City’s Naturally Stacked
- 2021 — Plaid Skirts & Big Naturals
- 2021 — Princess Cum 10